# Life is Beautiful (ラックライフのアルバム)
『Life is Beautiful』（ライフ イズ ビューティフル）は、ラックライフのメジャー1作目のアルバム。2017年3月15日にLantisより発売された。

## 概要
メジャーデビューアルバムで「正しい僕の作り方。」から約2年5か月振りのリリース。

3月15日のラックライフ結成日に発売された。
インディーズシングル2nd「アイトユウ」、3rd「変わらない空」及びメジャーデビュー以降の「名前を呼ぶよ」、「初めの一歩」、「風が吹く街」までのシングル曲が収録されている。
アルバムタイトルの他候補として「Wonderful Life」、「ラックライフ」があったが、現在の形になった。

## 収録曲
（全作詞・作曲：PON） 
1. サニーデイ
編曲：ラックライフ、ブラスアレンジ：佐野宏晃
アルバムのリード曲。
2. 初めの一歩
編曲：ラックライフ、TAKAROT
メジャー2ndシングル
テレビアニメ『チア男子!!』オープニングテーマ
3. view
編曲：ラックライフ
4. shutto
編曲：ラックライフ
5. アイトユウ
編曲：ラックライフ
インディーズ2ndシングル
6. 君の匂い
編曲：ラックライフ
前年亡くなった飼い猫"にゃあちゃん"に喚起されて生まれた曲。[2]
7. 風が吹く街
編曲：ラックライフ
メジャー3rdシングル
テレビアニメ『文豪ストレイドッグス』第2シーズンエンディングテーマ
8. 素晴らしい世界
編曲：ラックライフ
9. ラブリープリティーミュージック
編曲：ラックライフ
10. 変わらない空
編曲：ラックライフ
インディーズ2ndシングル
テレビアニメ『純情ロマンチカ3』エンディングテーマ
11. モーメント
編曲：ラックライフ
『文豪ストレイドッグス』の原作を読んでる時に、「した事に後悔はない、しなかった事にのみ後悔を感じる」みたいな台詞を読んで、したことにも後悔があるなと思い作った曲。[3]
12. 赤い糸
編曲：ラックライフ
デビュー以降、北海道でラジオのレギュラーを3ヵ月やったことで感じた事を歌にした曲。[2]
13. 名前を呼ぶよ
編曲：ラックライフ
メジャー1stシングル
テレビアニメ『文豪ストレイドッグス』エンディングテーマ

## 演奏
- 佐野宏晃：Brass Arrangement, Keyboards Arrangement & Performance (#1)
- 佐々木史郎、清水康弘：Trumpet (#1)
- 青木タイセイ：Trombone (#1)
- 本間将人：Alto Saxophone (#1)